# Lü Yang
Dans ce nom chinois, le nom de famille, Lü, précède le nom personnel.
Lü Yang (en chinois traditionnel : 吕扬 ; pinyin : Lǚ Yáng), née le 26 novembre 1993 à Luohe, est une rameuse d'aviron chinoise.

## Carrière
Elle est médaillée d'or en deux de couple aux Jeux asiatiques de 2014 à Incheon et médaillée d'argent en quatre de couple aux Championnats du monde d'aviron en 2014 à Amsterdam.
Associé à Zhu Weiwei, elle finit cinquième de la finale B aux jeux olympiques de Rio en 2016.
Lü Yang est médaillée d'or aux Championnats du monde d'aviron en 2019 à Ottensheim en  quatre de couple avec comme compatriotes Chen Yunxia, Cui Xiaotong et Shang Ling. Hormis Chen Yunxia qui était remplacé par Wang Yuwei, le quatre de couple avait échoué au pied du podium l'année précédente aux mondiaux de Bulgarie.
En 2021, ce même équipage devient champion olympique aux Jeux olympiques d'été de 2020 à Tokyo avec un temps de 6 min 5 s 13 devant les Polonaises et les Australiennes.